# Silvia Salemi

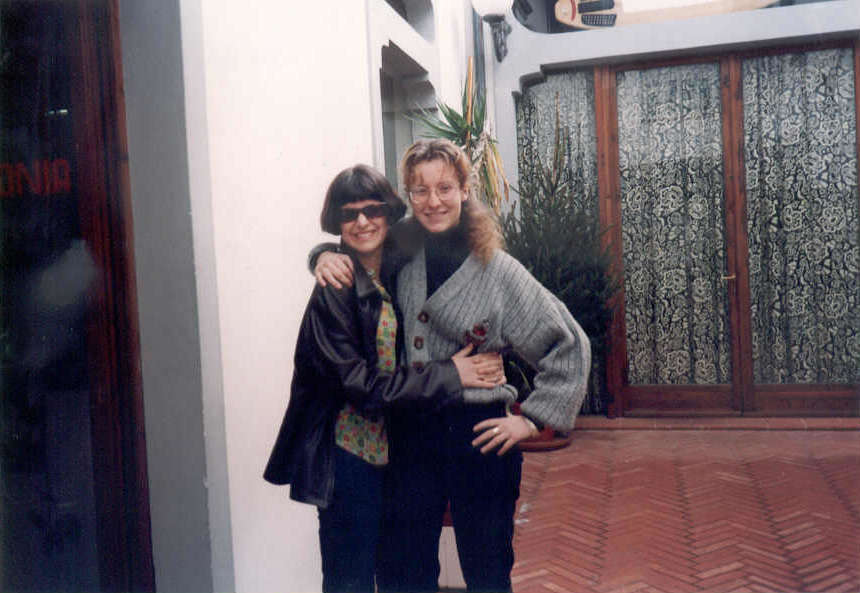
Silvia Salemi (li.)

Silvia Salemi (* 2. April 1978 in Palazzolo Acreide) ist eine italienische Sängerin, die fast alle ihre Texte selbst schreibt.

## Werdegang
Silvia Salemi begann ihre Karriere 1995 mit dem Sieg beim Wettbewerb für Nachwuchstalente in Castrocaro. Im Jahr darauf nahm sie zum ersten Mal am Nachwuchswettbewerb des Sanremo-Festivals teil, den sie als Fünfte beendete. Am Festival nahm sie noch drei weitere Male 1997, 1998 und 2003 teil. Sie wurde 1997 Zweite beim Wettbewerb Un disco per l’estate. 2004 war sie Kandidatin in der italienischen Reality-TV-Show Music Farm, an der weitere italienische Interpreten teilnahmen.

## Bekannte Titel
- 1995: Con questo sentimento
- 1996: Quando il cuore
- 1997: A casa di Luca
- 1997: Stai con me stanotte
- 1998: Pathos
- 1998: Odiami perché
- 1998: Soli in paradiso
- 2000: La parola amore
- 2000: E ci batteva il sole
- 2002: J’adore
- 2003: Nel cuore delle donne
- 2003: Sì, forever
- 2007: Il mutevole abitante del mio solito involucro

## Diskografie
- 1996: Silvia Salemi
- 1997: Caotica
- 1998: Pathos
- 2000: L’arancia
- 2003: Gioco del Duende
- 2007: Il mutevole abitante del mio solito involucro

| Personendaten    | Personendaten              |
| ---------------- | -------------------------- |
| NAME             | Salemi, Silvia             |
| KURZBESCHREIBUNG | italienische Sängerin      |
| GEBURTSDATUM     | 2. April 1978              |
| GEBURTSORT       | Palazzolo Acreide, Italien |